# Cénotaphe de Gatineau
Le cénotaphe de Gatineau est un monument commémoratif dévoilé en 1965 qui a pour but de rendre hommage aux soldats gatinois et des environs morts sur le champ de bataille. Le cénotaphe est dans la ville de Gatineau à l’angle du boulevard Maloney Est et de la rue Notre-Dame.
Le monument est représenté par trois masses de béton qui représentent les trois guerres auxquelles le Canada a participé soit la Première Guerre mondiale, la Seconde Guerre mondiale et la guerre de Corée. Ces trois piliers symbolisent aussi les trois branches des forces armées canadiennes soit la Marine royale canadienne, l’Armée canadienne et l’Aviation royale canadienne. C'est en 1985 que la Légion royale canadienne installe sur le monument trois plaques où est inscrit les noms des soldats morts au cours de chacune des trois conflits,. 